# 62: Historia de un mundial
62: Historia de un mundial es una serie de televisión chilena de época, transmitida por Televisión Nacional de Chile desde 2017, producida por Ocoa Films. Basada en una idea original de Mauricio Dupuis, escrita por Josefina Fernández, en colaboración con Juan Pablo Olave y Mauricio Dupuis y dirigida por Rodrigo Sepúlveda, sigue los detalles de la realización de la Copa Mundial de Futbol de 1962 en Chile desde la perspectiva de jugadores y dirigentes.
Protagonizada por Marcial Tagle, Juan Pablo Ogalde, Néstor Cantillana y Roberto Farías. Con las actuaciones de Paola Giannini, Taira Court, Francisco Ossa, Daniel Muñoz, Cristián Chaparro, Michael Silva, Diego Boggioni, Santiago Rodríguez, Nicolás Zárate, Víctor Montero, Francisco Reyes y Gabriel Cañas, entre otros.
La serie se adjudicó $314.797.372, de parte del Consejo Nacional de Televisión el año 2015.

## Trama
“Porque no tenemos nada, queremos hacerlo todo”. Con esa frase el dirigente deportivo Carlos Dittborn (Marcial Tagle) consiguió lo que parecía imposible: que Chile fuera la sede de un mundial de fútbol.
Junto a los dirigentes Juan Pinto Durán (Néstor Cantillana) y Ernesto Alvear (Roberto Farías) emprendieron una hazaña que no fue fácil, tuvieron que lidiar con un país empobrecido, una selección indisciplinada y el terremoto más grande de la historia.
A su favor estaba el entusiasmo incansable y el mejor entrenador que ha existido en Chile, Fernando Riera (Daniel Muñoz). Con su espíritu emprendedor, Carlos logró hacer soñar a todo un país, pero él no llegó a ver cumplido su sueño. Murió un mes antes de la inauguración del mundial, dejando un legado histórico para nuestro país.
La serie transcurre entre los años 1956 y 1962; la primera temporada recorre el camino de esta odisea futbolística desde que Carlos Dittborn dio su histórico discurso en el congreso de la FIFA de Lisboa, en junio de 1956, hasta la inauguración del Mundial, con la bandera a media asta y los jugadores con una huincha negra en sus camisetas, por la muerte del mismo Dittborn. La segunda temporada, ambientado durante los días del torneo, verá a a la selección y a la dirigencia trabajar arduamente para que el sueño de Carlos no haya sido en vano. 
Las grabaciones comenzaron el 3 de octubre de 2016, finalizando el 14 de noviembre del mismo año.
TVN estrena el 6 de marzo del 2021 la segunda temporada de la miniserie.

## Elenco
| Actor                 | Personaje                              |
| --------------------- | -------------------------------------- |
| Marcial Tagle         | Carlos Dittborn                        |
| Néstor Cantillana     | Juan Pinto Durán                       |
| Roberto Farías        | Ernesto Alvear                         |
| Juan Pablo Ogalde     | Juan Goñi                              |
| Paola Giannini        | Juanita Barros de Dittborn             |
| Taira Court           | Teresa Fernández de Pinto Durán        |
| Manuel Peña           | Nicolás Abumohor                       |
| Daniel Muñoz          | Fernando Riera                         |
| Edison Díaz           | Luis "Zorro" Álamos                    |
| Koke Santa Ana        | Enrique "Cuá Cuá" Hormazábal           |
| Diego Boggioni        | Leonel Sánchez                         |
| Juan Carlos Maldonado | Jaime Ramírez                          |
| Michael Silva         | Sergio Navarro                         |
| Nicolás Zárate        | Luis Eyzaguirre                        |
| Santiago Rodríguez    | Alberto "Tito" Fouillioux              |
| Víctor Montero        | Sergio "Sapito" Livingstone            |
| Víctor Varela         | Honorino Landa                         |
| David Álvarez         | Eladio Rojas                           |
| Raúl Galaz            | Misael Escuti                          |
| Cristián Chaparro     | Miguel Merello (como Mauricio Merello) |
| Gonzalo Muñoz-Lerner  | Julio Martínez (como Julio Silva)      |
| Francisco Ossa        | Eduardo Tironi                         |
| Francisco Reyes       | Presidente Jorge Alessandri            |
| Gabriel Cañas         | Jorge Rojas (Los Ramblers)             |
| Willy Semler          | Raúl Colombo                           |
| Erto Pantoja          | José Salerno                           |
| Soledad Del Río       | Elsa Muñiz                             |
| Constanza Rojas       | Marcela                                |
| Renato Illanes        | Monsieur Hanot                         |
| Julian Uribe          | Pablo Dittborn (niño)                  |
| Gilda Maureria        | Olga                                   |
| Daniel Antivilo       | Alcalde de Arica                       |
| Javiera Leiva         | Soledad Alvear                         |
| Andrés Pozo           | López                                  |
| Rocío Toscano         | Gladys                                 |
| Berta Lasala          | Elena                                  |
| Daniel Alcaíno        | Lucho                                  |
| Ramón Llao            | Nicasio                                |
| Carolina Correa       | Mireya Latorre                         |
| Luis Gnecco           | Corrado Pizzinelli                     |
| Macarena Teke         | Eugenia "Quena" Oportot de Riera       |
| Hugo Vásquez          | Salvador Allende                       |

## Episodios
| Temporada | Temporada | Episodios | Episodios | Emisión original    | Emisión original    |
| Temporada | Temporada | Episodios | Episodios | Primera emisión     | Última emisión      |
| --------- | --------- | --------- | --------- | ------------------- | ------------------- |
|           | 1         | 4         | 4         | 18 de junio de 2017 | 9 de julio de 2017  |
|           | 2         | 4         | 4         | 6 de marzo de 2021  | 27 de marzo de 2021 |

### Temporada 1 (2017)
| N.º en serie | N.º en temp. | Título               | Dirigido por      | Escrito por                                            | Fecha de lanzamiento original |
| ------------ | ------------ | -------------------- | ----------------- | ------------------------------------------------------ | ----------------------------- |
| 1            | 1            | «Lo queremos todo»   | Rodrigo Sepúlveda | Josefina Fernández, Juan Pablo Olave & Mauricio Dupuis | 18 de junio de 2017           |
| 2            | 2            | «El plan Riera»      | Rodrigo Sepúlveda | Josefina Fernández, Juan Pablo Olave & Mauricio Dupuis | 25 de junio de 2017           |
| 3            | 3            | «El mundial peligra» | Rodrigo Sepúlveda | Josefina Fernández, Juan Pablo Olave & Mauricio Dupuis | 2 de julio de 2017            |
| 4            | 4            | «El sueño de Carlos» | Rodrigo Sepúlveda | Josefina Fernández, Juan Pablo Olave & Mauricio Dupuis | 9 de julio de 2017            |

### Temporada 2 (2021)
| N.º en serie | N.º en temp. | Título                  | Dirigido por      | Escrito por                          | Fecha de lanzamiento original |
| ------------ | ------------ | ----------------------- | ----------------- | ------------------------------------ | ----------------------------- |
| 5            | 1            | «Que gane el más mejor» | Rodrigo Sepúlveda | Josefina Fernández & Mauricio Dupuis | 6 de marzo de 2021            |
| 6            | 2            | «Se nos fue el mundial» | Rodrigo Sepúlveda | Josefina Fernández & Mauricio Dupuis | 13 de marzo de 2021           |
| 7            | 3            | «Justicia divina»       | Rodrigo Sepúlveda | Josefina Fernández & Mauricio Dupuis | 20 de marzo de 2021           |
| 8            | 4            | «Lo tuvimos todo»       | Rodrigo Sepúlveda | Josefina Fernández & Mauricio Dupuis | 27 de marzo de 2021           |

## Premios y nominaciones
| 2018 | Premios Caleuche |                         |                |          |
| 2018 | Premios Caleuche | Mejor actor protagónico | Marcial Tagle  | Nominado |
| 2018 | Premios Caleuche | Mejor actriz de soporte | Paola Giannini | Nominada |